# Bitams flygplats
Bitams flygplats (franska: Aéroport de Bitam) var en flygplats i orten Bitam i Gabon. Den låg i provinsen Woleu-Ntem, i den norra delen av landet, 290 km nordost om huvudstaden Libreville. Bitams flygplats låg 600 meter över havet. IATA-koden var BMM och ICAO-koden FOOB. Flygplatsen har inte trafikerats sedan en olycka 2003 och stängdes officiellt 2016.